# Ronna McDaniel
Ronna Romney McDaniel (nacida el 19 de enero de 1973) es una política estadounidense, quien se desempeñó como presidenta del Comité Nacional Republicano desde enero de 2017 hasta marzo de 2024 (RNC) y como presidenta del Partido Republicano en Míchigan entre 2015 y 2017. McDaniel es nieta del gobernador de Míchigan durante dos legislaturas y miembro de Gabinete en la administración de Nixon, George W. Romney y sobrina del senador de los Estados Unidos Mitt Romney.
Como presidenta del RNC, ha sido conocida por su prolífica recaudación de fondos y por su firme apoyo al presidente Trump. Bajo su liderazgo, el RNC publicó anuncios para la campaña de 2020 de Trump ya en 2018, puso a numerosos trabajadores y afiliados de la campaña de Trump en la nómina de RNC, gastó considerables fondos en propiedades de Trump, cubrió las costas legales de Trump en la investigación de la interferencia rusa, organizó los Fake News Awards de Trump, y ha criticado severamente a los críticos con Trump dentro del Partido Republicano.

## Primeros años, educación y familia
El 19 de enero de 1973, McDaniel nació como Ronna Romney en Austin, Texas. McDaniel es la tercera de cinco hijos nacidos de Ronna Stern Romney y Scott Romney, el hermano mayor de Mitt Romney. McDaniel es nieta del gobernador de Míchigan George Romney. La madre de Romney se presentó a las elecciones para el Senado de los Estados Unidos en 1996 en contra de Carl Levin, sirvió en el Comité Nacional Republicano, y fue delegada de la Convención Nacional Republicana de 1988. La abuela de Romney, Lenore Romney, se presentó a las elecciones para el Senado de los Estados Unidos en 1970. McDaniel ha dicho que su carrera política se inspiró en su familia.
Acudió al Instituto Lahser en Bloomfield Hills, Míchigan. McDaniel obtuvo su Grado en Inglés por la Universidad Brigham Young.
McDaniel y su marido, Patrick McDaniel, tienen dos niños. Viven en Northville, Míchigan.

## Carrera
McDaniel trabajó para SRCP Media como jefa de producción. Ella también trabajó para la compañía de producción Mills James como jefa empresarial y como jefa de la firma de personal Ajilon.
McDaniel trabajó en Míchigan para la campaña de 2012 de su tío Mitt Romney para la presidencia de los Estados Unidos. Fue elegida representante de Míchigan al Comité Nacional Republicano (RNC) en 2014.
En 2015, McDaniel se presentó a las elecciones para la presidencia del Partido Republicano en Míchigan, recibiendo apoyo del establecimiento de partido y de los activistas de Tea Party. En la convención del partido en febrero de 2015, derrotó a Norma Hughes y a Kim Shmina, recibiendo el 55 % de los votos en la primera votación. Sucedió a Bobby Schostak como presidenta y renunció a su cargo en el RNC.
Durante las elecciones presidenciales de Estados Unidos de 2016, McDaniel fue delegada en la Convención Nacional Republicana de 2016 para Donald Trump. Siguiendo la elección presidencial de 2016, McDaniel se convirtió en candidata para presidir el Comité Nacional Republicano.
McDaniel fue una partidaria temprana de Donald Trump. McDaniel hizo que retiraran a la activista Wendy Day de su posición en el partido como vicepresidenta de base debido a su negativa a apoyar a Trump.

### Presidenta del RNC (2016-presente)
El 13 de noviembre de 2016, Reince Priebus, presidente del RNC, fue anunciado como el nuevo jefe de Gabinete de la Casa Blanca, convirtiendo así la elección a presidente del RNC en una elección abierta. Pronto después, varios candidatos fueron informados como probables para el puesto, incluyendo a McDaniel.
El 14 de diciembre de 2016, el entonces presidente electo Trump recomendó a McDaniel para reemplazar a Priebus. Sirvió como presidenta diputada antes de su elección formal. Fue oficialmente elegida como Presidenta del RNC el 19 de enero de 2017, convirtiéndose en la segunda mujer en ostentar el puesto en la historia del RNC, después de Mary Louise Smith. Según The Washington Post, Trump pidió que ella dejase de usar su apellido de soltera, y McDaniel posteriormente no lo utilizó en las comunicaciones oficiales. McDaniel niega que Trump la haya presionado para cambiarse el apellido.
The New York Times describió a McDaniel como "indefectiblemente leal a Trump." Según un estudio de 2018 en The Journal of Politics, bajo su liderazgo, el RNC ha buscado promover consistentemente a Trump y sus políticas. Esto incluye publicar anuncios para la campaña de 2020 de Trump ya en 2018, poner a numerosos trabajadores y afiliados de la campaña de Trump en la nómina de RNC, gastar considerables fondos en propiedades de Trump, cubrir las costas legales de Trump en la investigación de la interferencia rusa, organizar los Fake News Awards de Trump, y criticar severamente a los críticos con Trump dentro del Partido Republicano. El día después de que el congresista republicano Mark Sanford, conocido por su criticismo de Trump, perdiese las primarias contra un candidato pro-Trump, McDaniel twiteó que aquellos que no aceptan la agenda de Trump "estarán equivocándose". En abril de 2018, McDaniel alabó a Trump como un "líder moral".
Político informó que después de que el presidente Trump avalase al candidato republicano Roy Moore justo días antes de la elección especial al Senado de Alabama, la Casa Blanca influyó  a McDaniel para que el RNC reanudase la financiación para Moore, quién perdió en una elección estrecha frente al demócrata Doug Jones el 12 de diciembre de 2017. Según dos personas cercanas a McDaniel, ella se quejó en privado sobre gastar tiempo y dinero en nombre de Moore. McDaniel estuvo impresionada por la decisión de Trump de avalar a Moore pero sentía que tenía poca elección salvo seguir los deseos del presidente.
En octubre de 2017, después de que Harvey Weinstein, un importante donante del Partido Demócrata, fuese acusado de abusos sexuales, McDaniel dijo que "regresar el dinero sucio de Weinstein debería ser pan comido". En enero de 2018, Steve Wynn dimitió como presidente de Finanzas del RNC después de ser acusado de mala conducta sexual y McDaniel fue presionada para devolver sus donaciones. McDaniel dijo que las donaciones de Wynn solo serían devueltas después de que las alegaciones se investigasen por la junta de directores de Wynn Resorts.
Bajo el liderazgo de McDaniel, el RNC creó un sitio web en abril de 2018 que atacaba y buscaba socavar al anterior director del FBI James Comey y le llamó "Lyin' Comey". McDaniel dijo que Comey era un mentiroso y un filtrador, y dijo que el RNC "se aseguraría de que las personas estadounidenses entendiesen por qué él no puede culpar a nadie salvo a él mismo por su carencia completa de credibilidad". Tapper también preguntó a McDaniel cómo el RNC tiene cualquier "tierra moral para cuestionar la integridad de cualquiera" cuando sus ejecutivos superiores y asociados —Elliott Broidy, Steve Wynn y el abogado personal de Trump, Michael Cohen— están todos bajo investigación por incorrecciones sexuales, arreglar pagos en secreto para cubrir estos, o fraude. Tapper también señaló las numerosas denuncias falsas que se han hecho por el presidente Trump y señaló el doble estándar del RNC.
McDaniel pasa hasta seis horas diarias llamando a donantes. Bajo el liderazgo de McDaniel, el RNC tendría lo que The Washington Post describió como “una enorme ventaja financiera en las elecciones intermedias de 2018.” A partir de enero de 2018, el RNC tenía casi 40 millones de dólares mientras el Comité Nacional Demócrata tiene unos meros 6.3 millones de dólares. A partir del 17 de julio, el Comité Nacional Republicano había recaudado sobre 213 millones de dólares para el ciclo de elección con 50.7 millones de dólares en efectivo a mano y sin deuda. El Comité Nacional Demócrata recaudó justo 101 millones de dólares durante el mismo período.
A finales de julio de 2018, McDaniel afirmó falsamente que Twitter "prohibiendo en la sombra" a los republicanos, incluyendo a ella. Twitter no prohibía a los republicanos, pero debido a un fallo técnico varios conservadores prominentes y cuentas de Twitter que apoyan a la izquierda no eran automáticamente sugeridas en los resultados de búsqueda desplegables del sitio. Twitter respondió, diciendo que arreglarían el fallo.
Politico informó en noviembre de 2018 que McDaniel llamó a la candidata republicana Martha McSally para que fuese más agresiva durante el proceso de recuento de votos en las elecciones para el Senado de Arizona. Las elecciones para el Senado de Arizona permanecieron indecisas durante varios días después de la noche de las elecciones mientras todas las papeletas estaban siendo contabilizadas en un concurso cerrado. McSally mantuvo una ventaja al final de la noche electoral, pero su ventaja se redujo en los próximos días, a medida que se contaban más papeletas. Durante este tiempo, ambas McSally y su adversaria demócrata Kyrsten Sinema expresaron apoyos para contar todas las papeletas. Según se dice, la campaña estaba siendo presionada por McDaniel por no ser bastante agresiva. Por ejemplo, McSally no atacó a los funcionarios electorales ni sugirió que hubo juego sucio en el recuento de papeletas como hizo el candidato senatorial republicano en Florida, Rick Scott. No había prueba de ningún fraude. Finalmente, el 12 de noviembre de 2018, McSally admitió a Sinema, felicitando a Sinema por convertirse en la primera mujer Senadora de Arizona.
En enero de 2019, Mitt Romney escribió un editorial para The Washington Post criticando el carácter moral del presidente Trump. McDaniel dijo que la editorial de su tío "alimenta lo que los demócratas y los principales medios de comunicación quieren" y estaba "decepcionaba e improductiva."